# Dworek „Zagroda” w Brwinowie
Dworek „Zagroda", również „Bartkiewiczówka” – zabytkowy dworek znajdujący się w Brwinowie, wybudowany w latach 1910–1911 przez Zygmunta Bartkiewicza.
Od 1977 roku w budynku mieści się siedziba Towarzystwa Przyjaciół Brwinowa. Po roku 2015 decyzją władz gminy Brwinów, przy współpracy z konserwatorem zabytków, obiekt został poddany odnowie.
Aktualnie we dworku organizowane są różnego rodzaju uroczystości oraz spotkania o charakterze kulturalno-społecznym, pełni również funkcję niewielkiego muzeum przechowującego pamiątki po artyście.